# Garrett Birkhoff
Garrett Birkhoff (Princeton, Nueva Jersey; 19 de enero de 1911-Water Mill, Nueva York; 22 de noviembre de 1996) fue un matemático estadounidense nacido en Princeton, Nueva Jersey y fallecido en Water Mill, Nueva York. 

## Biografía
Garrett Birkhoff fue hijo del célebre matemático George David Birkhoff.
Birkhoff es reconocido como el creador de una rama de las matemáticas denominada álgebra universal iniciada en un artículo On the Structure of Abstract Algebras (1935) y cuyo resultado más importante se conoce como teorema de Birkhoff. Junto con Saunders Mac Lane publicó un libro de texto de gran influencia: A Survey of Modern Algebra, primer libro de texto sobre este campo de las matemáticas. Junto con John von Neumann desarrolló la lógica cuántica que permite abordar las operaciones de medida sobre estados cuánticos complementarios y que forma la base de las operaciones lógicas aplicables en un eventual ordenador cuántico. Trabajó en diferentes campos de las matemáticas y la física publicando varios libros de texto en campos diversos como la hidrodinámica.
Recibió honores y doctorados honoris causa en seis universidades diferentes.